# ماغنوس ترويست
ماغنوس ترويست (بالدنماركية: Magnus Troest)‏ (5 يونيو 1987 بكوبنهاغن في الدنمارك - ) هو لاعب كرة قدم دانمركي في مركز الدفاع. شارك مع منتخب الدنمارك تحت 16 سنة لكرة القدم ومنتخب الدنمارك تحت 17 سنة لكرة القدم ومنتخب الدنمارك تحت 18 سنة لكرة القدم ومنتخب الدنمارك تحت 19 سنة لكرة القدم ومنتخب الدنمارك تحت 21 سنة لكرة القدم. أما مع النوادي، فقد لعب مع أتالانتا وأستون فيلا وريكرياتيفو ونادي بارما ونادي جنوى ونادي فاريسي ونادي ميتييلاند ونادي نوفارا ولانشانو كالتشيو 1920 ‏.

## وصلات خارجية
- ماغنوس ترويست على موقع قاعدة بيانات كرة القدم.إي يو (الإنجليزية)
- ماغنوس ترويست على موقع Soccerway.com (الإنجليزية)
- ماغنوس ترويست على موقع عالم كرة القدم.نت (الإنجليزية)